# Wimpie en Willem
Wimpie en Willem is een hoorspel van Peter van Gestel. De NCRV zond het uit op maandag 13 maart 1978. De regisseur was Johan Wolder. De uitzending duurde 25 minuten.

## Rolbezetting
- Hans Dagelet (de sollicitant)
- Wim Kouwenhoven (de hooggeplaatste)
- Joke Reitsma-Hagelen (secretaresse)
- Hans Veerman (chef personeelszaken)
- Floor Koen (man)

## Inhoud
De Boekenweek van 1978 werd door de NCRV gevierd met de uitzending van een reeks (St)oorspelen, een aantal hoorspelen die als thema "communicatiestoornis" hadden. Ook Wimpie en Willem, dat de week nadien werd uitgezonden, paste precies binnen dit kader. Het vertelt hoe twee mensen zich gedragen die in een donkere lift tussen twee verdiepingen in een kantoorgebouw staan. De jongste komt solliciteren. De oudste heeft een hoge positie bij hetzelfde bedrijf…